# 研辰の討たれ
『研辰の討たれ』（とぎたつのうたれ）は歌舞伎演目である。1827年に起きた敵討ちを題材として二世金沢竜玉が書き同年9月に上演された『敵討高砂松』などの先行作品を参考に、1925年に木村錦花が雑誌「歌舞伎」に発表した『研辰の討たれ』を平田兼三郎が脚色して同年12月に歌舞伎座で初演され、2代目市川猿之助が守山卓次（研辰）を演じた。2001年に野田秀樹がこの作品をもとに脚本を書き演出した『野田版研辰の討たれ』が歌舞伎座で初演され、5代目中村勘九郎が守山卓次を演じた。